# فرهنگ گفتاوردهای آکسفورد
فرهنگ گفتاوردهای آکسفورد (انگلیسی: The Oxford Dictionary of Quotations) یک کتاب مرجع معتبر است که توسط انتشارات دانشگاه آکسفورد منتشر می‌شود. این کتاب مجموعه‌ای گسترده از گفتاورهای (نقل قول‌های) کوتاه را در بر می‌گیرد که در زبان و فرهنگ انگلیسی رایج هستند. این نقل قول‌ها از منابع مختلفی مانند رمان‌ها، نمایشنامه‌ها، شعرها، مقالات، سخنرانی‌ها، فیلم‌ها، برنامه‌های رادیویی و تلویزیونی، ترانه‌ها، تبلیغات و حتی عناوین کتاب‌ها استخراج شده‌اند.
این فرهنگ لغت بر اساس شواهد گسترده‌ای از نقل قول‌هایی که در واقع به عنوان نقل قول مستقیم استفاده می‌شوند، گردآوری شده است. معیار اصلی برای گنجاندن یک نقل قول در این کتاب، محبوبیت و آشنایی آن در میان مردم است، اگرچه ممکن است هیچ خواننده‌ای با همه نقل قول‌های این فرهنگ لغت آشنا نباشد.
نسخه هشتم این فرهنگ لغت، که در سال ۲۰۱۴ منتشر شد، شامل ۲۰٬۰۰۰ نقل قول در ۱۱۲۶ صفحه است و هم به صورت چاپی و هم به صورت آنلاین در دسترس است. 
این فرهنگ لغت با ارائه نقل قول‌های افراد مشهور و تأثیرگذار از گذشته تا به امروز، به عنوان یک منبع ارزشمند برای سخنرانان عمومی، نویسندگان و هر کسی که از یک جمله زیبا یا یک پاسخ هوشمندانه لذت می‌برد، شناخته می‌شود.